# Hotte (Fauvillers)
Pour les articles homonymes, voir Hotte.
Pour les articles ayant des titres homophones, voir Hot, Ott et Otte.
Hotte (Hatten en luxembourgeois) est un village de la commune belge de Fauvillers située en Région wallonne dans la province de Luxembourg. Il fait partie de la section de Fauvillers.

## Géographie
Village de l’Ardenne belge, Hotte est situé sur un coteau entre Fauvillers, Menufontaine et Strainchamps dans un relief de hauts-plateaux. La Sûre (un affluent de la Moselle) et la Strange, un de ses affluents, traversent la vallée entre Hotte et Strainchamps. Le bas du village, nommé « Les Basses Vannes », est également traversé par l'ancienne ligne SNCV 516 (Marche - Marloie - Bastogne - Martelange) où existe toujours le pont de fer de Hotte. L'ancienne ligne désaffectée est aujourd'hui transformée en un RAVeL.

## Histoire
Hotte était durant tout le Moyen Âge et jusqu'à la fin de l'Ancien Régime une mairie de dix-sept villages. Composé principalement de fermes des XVIIe et XVIIIe siècles, le mouton ardennais était l'élevage principal.
Hotte dépendait de la paroisse de Fauvillers jusqu'en 1851. Les habitants devaient conduire leurs morts au cimetière de Fauvillers par le « chemin des morts » à travers le bois Habaru. Hotte est ensuite rattaché à la paroisse de Menufontaine avec l'église Saint-Jean-l’Evangéliste construite entre 1842 et 1884. L'enseignement à Hotte était également rattaché au village de Menufontaine et son école primaire.

## Vie associative
Aujourd'hui composé d'une centaine d'habitants, le village se veut être calme tout en s'animant l'hiver par des décorations de Noël et l'été par des décorations fleuries. La pêche, la chasse, les randonnées et le VTT sont encore très pratiqués à Hotte.